# Волтер Кениг
Волтер Марвин Кениг (енгл. Walter Marvin Koenig; Чикаго, 14. септембар 1936), амерички је позоришни, филмски и ТВ глумац, најпознатији по улози Павела Чехова у серији Звездане стазе: Оригинална серија, као и у потоњим истоименим филмовима.